# Jaborosa rotacea
Jaborosa rotacea là loài thực vật có hoa trong họ Cà. Loài này được (Lillo) Hunz. & Barboza mô tả khoa học đầu tiên năm 1987.